# Maxx
«Maxx» — німецький євроденс-проект, який мав міжнародний успіх у середині 90-х із хітами «Get-A-Way», «No More (I Can't Stand It)» і «You Can Get It». Назва "Maxx" є спеціальною абревіатурою від Maximum Xstasy.

## Біографія
Біля витоків групи стояли продюсери Дэвид Бруннер (The Hitman) і Юрген Винд (George Torpey).
Maxx почали виступати на Eurodance сцені в 1994 році. Виконуючи свої найвідоміші хіти «Get-A-Way» і «No More (I can't Stand It)».
Чоловічі вокальні реп партії виконував Гері Боко. Жіночі вокальні партії для «Get-A-Way» записала Саміра Бейсик, а ось уже на сцені і в кліпі співала під фонограму Еліс Монтана. Незабаром Еліс Монтана покинула групу, а на заміну їй прийшла нова солістка — Лінда Мік.
Назва групи Maxx розшифровується як «максимум екстазу». Протягом одного року, Maxx стали одним з найбільш успішних колективів в Німеччині.
Сингл «Get-A-Way» тільки в Німеччині було продано у кількості понад 400,000 копій, і він досяг золотого статусу. У всій Європі було продано більше, ніж 1,100,000 одиниць.
Після видатних 1994/1995 років цей багатообіцяючий музичний проект став згасати і в кінцевому підсумку зник з танцювальної музичної сцени.

## Відродження групи
15 березня 2014 року, вокаліст «Maxx» Гері Боко виступив у фінському клубі Onniteekki.
У 2017 році група «Maxx» відновила концертну діяльність. До складу групи увійшли Лінда Мік (Elyse) і новий репер.

## Дискографія

### Альбоми
| Альбом          | Рік                                                                       | Позиція в чартах | Позиція в чартах | Позиція в чартах | Позиція в чартах | Позиція в чартах | Позиція в чартах | Позиція в чартах |
| Альбом          | Рік                                                                       | GER              | AUT              | FIN              | NETH             | SWE              | SWI              | UK               |
| --------------- | ------------------------------------------------------------------------- | ---------------- | ---------------- | ---------------- | ---------------- | ---------------- | ---------------- | ---------------- |
| To the Maxximum | - Released: June 22, 1994 - Label: Blow Up - Formats: CD, Cassette, Vinyl | 22               | 32               | 6                | 25               | 10               | 29               | 66               |

### Сингли
| Сингл                        | Рік  | Позиція в чартах | Позиція в чартах | Позиція в чартах | Позиція в чартах | Позиція в чартах | Позиція в чартах | Позиція в чартах | Позиція в чартах | Позиція в чартах | Позиція в чартах |  |
| Сингл                        | Рік  | GER              | AUT              | FIN              | FRA              | IRE              | NETH             | NOR              | SWE              | SWI              | UK               |  |
| ---------------------------- | ---- | ---------------- | ---------------- | ---------------- | ---------------- | ---------------- | ---------------- | ---------------- | ---------------- | ---------------- | ---------------- |  |
| «Get-A-Way»                  | 1993 | 11               | 3                | 5                | 15               | 8                | 3                | 8                | 3                | 8                | 4                |  |
| «No More (I can't Stand It)» | 1994 | 10               | 9                | 2                | 16               | 11               | 6                | 8                | 4                | 12               | 8                |  |
| «You Can Get It»             | 1994 | —                | 25               | 13               | 28               | —                | 32               | —                | 37               | —                | 21               |  |
| «I Can Make You Feel Like»   | 1995 | —                | —                | —                | —                | —                | —                | —                | —                | —                | 56               |  |
| «Move Your Body»             | 1995 | —                | 18               | 15               | —                | —                | —                | —                | —                | —                | —                |  |

### Кліпи
- 1994 — No More (I can't Stand It) [Архівовано 26 грудня 2019 у Wayback Machine.]
- 1994 — Get-A-Way [Архівовано 23 грудня 2019 у Wayback Machine.]
- 1994 — You Can Get It [Архівовано 14 липня 2021 у Wayback Machine.]
- 1995 — Move Your Body [Архівовано 20 лютого 2021 у Wayback Machine.]